# Classica di Amburgo 1997
La Classica di Amburgo 1997 (ufficialmente HEW Cyclassics per motivi di sponsorizzazione), seconda edizione della corsa, si svolse l'8 aprile 1996 su un percorso di 190 km. Venne vinta dal tedesco Jan Ullrich, che terminò la gara in 4h 10' 04" giungendo in solitaria al traguardo seguito dal belga Wilfried Peeters e dall'altro tedesco Jens Heppner.

## Ordine d'arrivo (Top 10)
| Pos. | Corridore         | Squadra       | Tempo    |
| ---- | ----------------- | ------------- | -------- |
| 1    | Jan Ullrich       | Deutsche Tel. | 4h10'04" |
| 2    | Wilfried Peeters  | Mapei-GB      | a 7"     |
| 3    | Jens Heppner      | Deutsche Tel. | a 9"     |
| 4    | Michael Rich      | Saeco         | a 4'24"  |
| 5    | Mario Kummer      | Deutsche Tel. | a 4'32"  |
| 6    | Sascha Henrix     | PSV Cologne   | a 4'43"  |
| 7    | Andreas Klöden    | Deutsche Tel. | s.t.     |
| 8    | Ludo Dierckxsens  | Tönissteiner  | s.t.     |
| 9    | Jörn Reuss        | Agro-Adler    | s.t.     |
| 10   | Ralf Schöllhammer | Niedersachsen | s.t.     |